# 學文路站
學文路站（日语：／ Kamuro eki */?）是位於和歌山縣橋本市學文路，屬於南海電氣鐵道的高野線車站，車站編號為NK79。本站位於海拔79米（高於橋本站13米）。

## 歷史
- 1924年（大正13年）
  - 11月1日 - 南海鐵道橋本站至紀之川口站之間開通，當中此站以支線的形態下開啟用。在分支點設有妻信號所（妻信號所至紀之川口站之間於1959年廢止）。
  - 12月25日 - 此站至九度山站之間開通，成為中途站。
- 1944年（昭和19年）6月1日 - 關西急行鐵道與南海鐵道（為南海電氣鐵道的前身）合併，成為近畿日本鐵道的車站。
- 1947年（昭和22年）6月1日 - 近畿日本鐵道的路線被轉讓，成為南海電氣鐵道的車站。
- 2009年（平成21年）2月6日 - 紀伊清水站、九度山站、高野下站、下古澤站、上古澤站、紀伊細川站、紀伊神谷站、極樂橋站、高野山站、紀之川橋樑（日语：紀ノ川橋梁）、丹生川橋樑和鋼索線均指定為近代化產業遺產（日语：近代化産業遺産）（高野山參詣相關遺產）。
- 2013年（平成25年）4月1日 - 此站整日成為無人車站。原本於此站發售的硬式入場車票，現時於橋本站發售。

## 車站構造
本站是地面車站，設有2面2線的相對式月台。月台可容納4卡2門車廂。車站出入口與站房之間設有樓梯，站房鄰接難波方向月台。兩月台之間設有站內平交道連接。站內的下行月台後方曾設有側線，現已撤走。

### 月台
| 月台 | 路線   | 上下行 | 方向           |
| ---- | ------ | ------ | -------------- |
| 1    | 高野線 | 下行   | 高野山方向     |
| 2    | 高野線 | 上行   | 橋本、難波方向 |

※上述月台編號參考自月台上的標記。在智能手機應用程式「南海App」中，下行月台為1號月台，上行月台為2號月台。車站大樓側為2號月台。
站前的國道370號上設有巴士停靠處（通常時橋本市社區巴士的中路線會停靠該處，巴士站名為「學文路站前」）。在鋼索線暫停服務時或發生災害時，當時會安排代行巴士從此站前往臨時高野山站（不是鋼索線高野山站，而是南海林間巴士「千手院橋」巴士站）。在強烈熱帶風暴塔拉斯（紀伊半島暴雨）吹襲日本後，部分代行巴士於橋本站出發。
另外，當極樂橋站和高野下站不可讓列車折返時，列車會在此站折返往難波方向。但是，在安排代行巴士服務時，除非發生災害或緊急事件於此站折返，否則會前往高野下站或極樂橋站。另外安排代行巴士服務，以及特急「高野」暫停服務時，列車會縮短至難波至橋本之間。

## 利用狀況
在2019年（令和元年）度，1日平均上下車人次為436人。在南海車站（100站）中排名85位。
以下為各年度1日平均上下車人次列表：
| 年度               | 1日平均 上下車人次 | 排名 | 參考資料 |
| ------------------ | ------------------ | ---- | -------- |
| 1985年（昭和60年） | 1,550              | -    | [ 3 ]    |
| 1990年（平成02年） | 1,402              | -    | [ 3 ]    |
| 1995年（平成07年） | 1,333              | -    | [ 3 ]    |
| 2000年（平成12年） | 1,041              | -    | [ 3 ]    |
| 2001年（平成13年） | 1,009              | -    | [ 3 ]    |
| 2002年（平成14年） | 978                | -    | [ 3 ]    |
| 2003年（平成15年） | 954                | -    | [ 3 ]    |
| 2004年（平成16年） | 915                | 79位 | [ 3 ]    |
| 2005年（平成17年） | 876                | -    | [ 3 ]    |
| 2006年（平成18年） | 849                | -    | [ 3 ]    |
| 2007年（平成19年） | 803                | -    | [ 3 ]    |
| 2008年（平成20年） | 763                | -    | [ 3 ]    |
| 2009年（平成21年） | 738                | -    | [ 3 ]    |
| 2010年（平成22年） | 693                | -    | [ 3 ]    |
| 2011年（平成23年） | 633                | 80位 | [ 4 ]    |
| 2012年（平成24年） | 603                | 81位 | [ 4 ]    |
| 2013年（平成25年） | 569                | 82位 | [ 4 ]    |
| 2014年（平成26年） | 522                | 84位 | [ 4 ]    |
| 2015年（平成27年） | 525                | 84位 | [ 5 ]    |
| 2016年（平成28年） | 526                | 84位 | [ 6 ]    |
| 2017年（平成29年） | 492                | 84位 | [ 7 ]    |
| 2018年（平成30年） | 470                | 85位 | [ 8 ]    |
| 2019年（令和元年） | 436                | 85位 | [ 9 ]    |

## 車站周邊
- 學文路天滿宮
- 學文路大師
- 學文路苅萱堂
- 學文路郵局
- 橋本市立學文路小學
- 高野參詣道（日语：高野参詣道）京大坂道（日语：京大坂道）
- 六地藏第2之地藏

※JR和歌山線紀伊山田站距離此站約2公里。

## 路線巴士
橋本市社區巴士中路線「學文路站前」巴士站
- 右回和左回各有3班

## 其他
- 車站名稱「學文路」有著「走向學問（文）之路」的意思。因此此站受到準考生歡迎，於接近入學試（日语：入学試験）季節時，此站會發售5枚入場票套裝。一次發售5枚的車票的理由是有著「持有學文路站的入場票」的意思，當中取日文句子中三字，其意思為入學[10]。5枚入場券套裝每年均變更。距離車站最近的學文路天滿宮拜祭了學問之神菅原道真，這次入場票都在該處接受祈福，因此車票不單只有著雙關語的意味。

## 相鄰車站
南海電氣鐵道
 高野線
■観光列車「天空」
橋本（NK77）－學文路（NK79）－九度山（NK80）
■快速急行（只有高野山方向單向）、■急行、■各站停車
紀伊清水（NK78）－學文路（NK79）－九度山（NK80）
- 橋本站至極樂橋站之間設有全車自由席的臨時特急，該特急也停靠此站。停車站以「天空」作準。

## 注腳
1. ↑  ぷらっと沿線紀行｜知性きらり サクラサク 南海高野線 学文路駅｜asahi.com（朝日新聞社） （页面存档备份，存于）（日語）
2. 1 2  ハンドブック南海2018 鉄道事業PDF（日語）
3. 1 2 3 4 5 6 7 8 9 10 11 12 13 14  【南海電鉄各線駅別 1日あたりの乗降客数の推移】｜和歌山県総合交通政策課PDF（日語） - 和歌山縣
4. 1 2 3 4  平成26年度和歌山県公共交通機関等資料集PDF（日語）
5. ↑  平成27年度和歌山県公共交通機関等資料集PDF（日語）
6. ↑  平成28年度和歌山県公共交通機関等資料集PDF（日語）
7. ↑  平成29年度和歌山県公共交通機関等資料集PDF（日語）
8. ↑  平成30年度和歌山県公共交通機関等資料集PDF（日語）
9. ↑  令和元年度和歌山県公共交通機関等資料集PDF（日語）
10. ↑  昭和50年の発売以来、全国の受験生を応援!～学文路駅入場券を発売します～PDF（日語）　- 2012年11月14日　南海電氣鐵道

## 外部連結
- 學文路 - 南海電氣鐵道